# Striga gastonii
Striga gastonii ist eine Pflanzenart aus der Gattung Striga in der Familie der Sommerwurzgewächse (Orobanchaceae).

## Beschreibung
Striga gastonii ist eine nur 7 cm hoch werdende, sukkulente, büschelige, unbehaarte, parasitäre, einjährige Pflanze. Der Stängel ist undeutlich viereckig. Die schuppenartigen Laubblätter haben eine Größe von 1 bis 4 × 1 bis 2 mm, sind lanzettlich, anliegend, ganzrandig und besitzen eine undeutliche Aderung. Sie sind länger als die Internodien.
Die Blüten stehen in einem dichten ährenartigen Blütenstand, der länger als der vegetative Spross ist. Die Blüten werden von je zwei Tragblättern begleitet. Diese sind 3 × 1 bis 2 mm groß, lanzettlich und kürzer als der Kelch.
Der Kelch ist fünfrippig und 3 bis 5,5 mm lang. Die Kelchröhre hat eine Länge von 2 bis 4 mm und ist mit fünf nahezu gleichen, pfriemartigen, 1 bis 2 mm langen Kelchzipfeln besetzt. Damit sind die Kelchzipfel kürzer als die Kelchröhre. Die Krone ist violett und schwach zweilappig. Die Kronröhre ist 8 mm lang, gebogen, oberhalb des Kelches erweitert und spärlich drüsig behaart. Die Lappen der Unterlippe haben eine Größe von 4 × 1 bis 2 mm und sind umgekehrt eiförmig. Die Oberlippe hat eine Größe von 1 × 1 bis 2 mm, ist eingekerbt und besitzt eine stumpfe Spitze.

## Vorkommen
Striga gastonii ist ein Endemit im südlichen Tschad und der Zentralafrikanischen Republik und wächst dort an Lepidagathis (Akanthusgewächse) parasitierend auf lateritischen Böden.